# Nike Fuhrmann

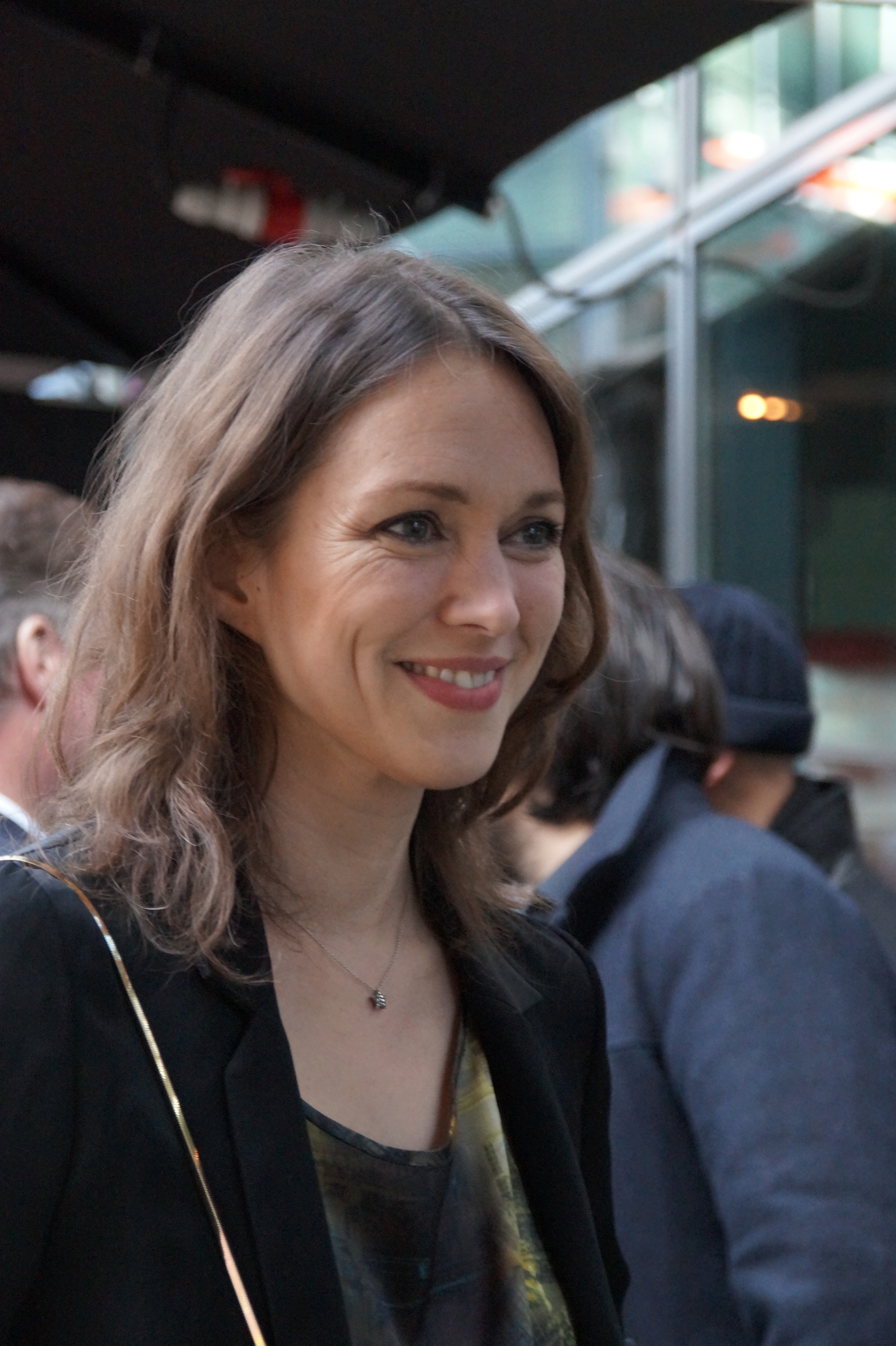
Nike Fuhrmann (2016)

Nike Fuhrmann (* 11. September 1974 in München) ist eine deutsche Schauspielerin.

## Leben
Nach ihrer Ausbildung an der Hochschule für Musik und Theater Hannover ging sie 1999 bis 2001 an das Theater der Landeshauptstadt Magdeburg ins Engagement. Neben Gastengagements an den Städtischen Bühnen Osnabrück und dem Staatstheater Braunschweig spielte sie von 2002 bis 2007 am Schnawwl, Nationaltheater Mannheim.
Seit 2000 ist sie auch im TV zu sehen. So spielte sie in den Serien SOKO Leipzig, SOKO Wismar, Der Kriminalist, Arme Millionäre Episodenhauptrollen. 2007 übernahm sie die weibliche Hauptrolle Isabelle bei Maddin in Love neben Martin Schneider (nominiert für den deutschen Comedypreis 2008). Von 2008 bis 2012 hatte sie als Klara Hoffmann eine durchgehende Rolle in der ZDF-Serie Der Bergdoktor.
Neben diversen Episodenhauptrollen in deutschen Serien spielte sie Hauptrollen in TV-Spielfilmen wie Opa, ledig, jung, Katie Fforde und Inga Lindström. 2016 spielte sie eine der weiblichen Hauptrollen in der 12-teiligen WDR-Serie Phoenixsee an der Seite von Anna Stieblich, Stephan Kampwirth und Felix Vörtler.
Seit 2017 dreht sie für die SOKO Wismar als die neue Kriminalhauptkommissarin Karoline Joost.

## Filmografie (Auswahl)

### Kino
- 2001: It takes two (Kurzfilm)
- 2005: Pauvre diable (Kurzfilm)
- 2009: Pink
- 2009: Geldregen (Kurzfilm)
- 2009: Portrait eines anständigen Mannes (Kurzfilm)
- 2009: Schneewittchenkoma (Kurzfilm)
- 2012: Slave
- 2012: Ich sehe was, was Du nicht siehst (Kurzfilm)
- 2013: Bevor die Stare ziehen (Kurzfilm)
- 2016: Biester

### Fernsehen
- 2002: Hochzeit auf Raten
- 2002–2017: SOKO Leipzig (Fernsehserie, verschiedene Rollen, 3 Folgen)
- 2005–2011: In aller Freundschaft (Fernsehserie, verschiedene Rollen, 3 Folgen)
- 2006: Die Krähen
- 2006: Der Kriminalist (Fernsehserie, Folge Am Abgrund)
- 2006: SOKO Wismar (Fernsehserie, Folge Blind Date)
- 2007: Nur ein kleines bisschen schwanger
- 2007: Der Dicke/Die Kanzlei (Fernsehserie, Folge Getrennte Wege)
- 2007: Maddin in Love (Fernsehserie, 8 Folgen)
- 2008, 2015: Küstenwache (Fernsehserie, verschiedene Rollen, 2 Folgen)
- 2008: In aller Freundschaft (Fernsehserie, Folge 413 Geben und nehmen)
- 2008: Familie Dr. Kleist (Staffel 3 Folge 6)
- 2009: Meine wunderbare Familie: Alle unter einem Dach (Fernsehreihe)
- 2009–2012: Der Bergdoktor (Fernsehserie, 42 Folgen)
- 2012: SOKO Stuttgart (Fernsehserie, Folge Kindergeburtstag)
- 2012: Akte Ex (Fernsehserie, 2 Folgen)
- 2013: Der letzte Bulle (Fernsehserie, Folge Der Sinn des Lebens)
- 2013: Wir haben gar kein‘ Trauschein
- 2013: Die Rosenheim-Cops (Fernsehserie, Folge Abpfiff)
- 2014: Weißblaue Geschichten (Fernsehserie, Folge Liebe geht durch den Magen)
- 2014: Die Bergretter (Fernsehserie, Folge Lebensmüde)
- 2015: Um Himmels Willen (Fernsehserie, Folge Sonnenschein)
- 2015: Opa, ledig, jung
- 2015: Herzensbrecher – Vater von vier Söhnen (Fernsehserie, Folge Das Kreuz mit der Wahrheit)
- 2016: Katie Fforde: Du und ich (Fernsehreihe)
- 2016: Inga Lindström: Willkommen im Leben (Fernsehreihe)
- 2016: Phoenixsee (Fernsehserie, 6 Folgen)
- 2017: Die Spezialisten – Im Namen der Opfer (Fernsehserie, Folge Meine Prinzessin)
- 2017: In aller Freundschaft – Die jungen Ärzte (Fernsehserie, Folge Liebesschmerz)
- 2017: Heldt (Fernsehserie, Folge  Nachbarschaftswache)
- 2018: Jenny – echt gerecht (Fernsehserie, 3 Folgen)
- seit 2018: SOKO Wismar (Fernsehserie)
- 2024: Die Bergretter (Fernsehserie,  Folge Seelenfrieden)